# Lijst van brutoformules C13
Dit lemma is een onderdeel van de lijst van brutoformules met dertien koolstofatomen.

## C13H4
| Brutoformule                           | Naam      |
| -------------------------------------- | --------- |
| {\displaystyle {\ce {C13H4Cl2F6N4O4}}} | Fluazinam |

## C13H6
| Brutoformule                       | Naam           |
| ---------------------------------- | -------------- |
| {\displaystyle {\ce {C13H6Cl6O2}}} | Hexachlorofeen |

## C13H8
| Brutoformule                         | Naam                                                |
| ------------------------------------ | --------------------------------------------------- |
| {\displaystyle {\ce {C13H8Cl2N2O4}}} | Niclosamide                                         |
| {\displaystyle {\ce {C13H8F2O}}}     | 4,4'-Difluorbenzofenon ~ in synthese polyetherketon |
| {\displaystyle {\ce {C13H8O}}}       | Fluorenon                                           |

## C13H9
| Brutoformule                         | Naam          |
| ------------------------------------ | ------------- |
| {\displaystyle {\ce {C13H9Cl3N2O}}}  | Triclocarban  |
| {\displaystyle {\ce {C13H9F6N5SU4}}} | Tritosulfuron |
| {\displaystyle {\ce {C13H9N}}}       | Acridine      |
| {\displaystyle {\ce {C13H9N}}}       | Fenantridine  |
| {\displaystyle {\ce {C13H9NO}}}      | Acridon       |

## C13H10
| Brutoformule                        | Naam                                             |
| ----------------------------------- | ------------------------------------------------ |
| {\displaystyle {\ce {C13H10}}}      | Fenaleen ~IUPAC: 1H-Fenaleen                     |
| {\displaystyle {\ce {C13H10}}}      | Fluoreen ~IUPAC: Dibenzofuraan                   |
| {\displaystyle {\ce {C13H10Cl2O}}}  | difenyldichloormethaan ~ in bereiding acetofenon |
| {\displaystyle {\ce {C13H10FeO4}}}  | (Benzylideenaceton)ijzertricarbonyl              |
| {\displaystyle {\ce {C13H10N2O4}}}  | Thalidomide Ook wel: Softenon                    |
| {\displaystyle {\ce {C13H10N4O5}}}  | N,N'-bis(4-nitrofenyl)ureum ~ in nicarbazine     |
| {\displaystyle {\ce {C13H10Cl2O2}}} | Dichlorofeen                                     |
| {\displaystyle {\ce {C13H10O}}}     | Benzofenon ~ IUPAC-naam van difenylketon         |
| {\displaystyle {\ce {C13H10O}}}     | Xantheen                                         |
| {\displaystyle {\ce {C13H10O3}}}    | Difenylcarbonaat                                 |
| {\displaystyle {\ce {C13H10O3}}}    | Fenylsalicylaat                                  |
| {\displaystyle {\ce {C13H10S}}}     | Thioxantheen                                     |

## C13H11
| Brutoformule                         | Naam                   |
| ------------------------------------ | ---------------------- |
| {\displaystyle {\ce {C13H11ClO}}}    | 2-benzyl-4-chloorfenol |
| {\displaystyle {\ce {C13H11Cl2NO2}}} | Procymidon             |

## C13H12
| Brutoformule                        | Naam                                   |
| ----------------------------------- | -------------------------------------- |
| {\displaystyle {\ce {C13H12}}}      | Difenylmethaan ~ IUPAC: benzylbenzeen  |
| {\displaystyle {\ce {C13H12Cl2N2}}} | Bisamine                               |
| {\displaystyle {\ce {C13H12F2N6O}}} | Fluconazol ~ als azool                 |
| {\displaystyle {\ce {C13H12N2O5S}}} | Nimesulide                             |
| {\displaystyle {\ce {C13H12O2}}}    | Bisfenol F Bis(4-hydroxyfenyl)-methaan |
| {\displaystyle {\ce {C13H12O2}}}    | Monobenzon                             |

## C13H13
| Brutoformule                          | Naam                                                                                            |
| ------------------------------------- | ----------------------------------------------------------------------------------------------- |
| {\displaystyle {\ce {C13H13Cl2N3}}}   | Varenicline                                                                                     |
| {\displaystyle {\ce {C13H13Cl2N3O3}}} | Iprodion                                                                                        |
| {\displaystyle {\ce {C13H13IO8}}}     | Dess-Martin-perjodinaan                                                                         |
| {\displaystyle {\ce {C13H13N3}}}      | 1,3-Difenylguanidine                                                                            |
| {\displaystyle {\ce {C13H13OP}}}      | Defenylmethylfosfineoxide ~ Formule: {\displaystyle {\ce {(C6H5)2P(O)CH3}}} ~ als Fosfineoxide  |
| {\displaystyle {\ce {C13H13P}}}       | Defenylmethylfosfine ~ Formule: {\displaystyle {\ce {(C6H5)2PCH3}}} ~ oxidatie tot Fosfineoxide |

## C13H14
| Brutoformule                        | Naam                                                                             |
| ----------------------------------- | -------------------------------------------------------------------------------- |
| {\displaystyle {\ce {C13H14Cl2O3}}} | Ciprofibraat ~ IUPAC: 2-(4-(2,2-dichloorcyclopropyl)-fenoxy)-2-methylpropaanzuur |
| {\displaystyle {\ce {C13H14N2}}}    | 4,4'-methyleendianiline                                                          |
| {\displaystyle {\ce {C13H14O}}}     | Carvacrol                                                                        |
| {\displaystyle {\ce {C13H14O}}}     | Thymol                                                                           |
| {\displaystyle {\ce {C13H14O5}}}    | Citrinine                                                                        |

## C13H15
| Brutoformule                        | Naam        |
| ----------------------------------- | ----------- |
| {\displaystyle {\ce {C13H15Cl2N3}}} | Penconazool |

## C13H16
| Brutoformule                          | Naam                                        |
| ------------------------------------- | ------------------------------------------- |
| {\displaystyle {\ce {C13H16ClNO}}}    | Ketamine                                    |
| {\displaystyle {\ce {C13H16F3N3O4}}}  | Trifluraline                                |
| {\displaystyle {\ce {C13H16N2}}}      | Medetomidine                                |
| {\displaystyle {\ce {C13H16N2O2}}}    | Melatonine                                  |
| {\displaystyle {\ce {C13H16N3NaO4S}}} | Natriummetamizolaat ~als Metamizol-derivaat |
| {\displaystyle {\ce {C13H16N10O5S}}}  | Azimsulfuron                                |

## C13H17
| Brutoformule                           | Naam        |
| -------------------------------------- | ----------- |
| {\displaystyle {\ce {C13H17ClN2O2}}}   | Moclobemide |
| {\displaystyle {\ce {C13H17ClN5O8S2}}} | Aztreonam   |
| {\displaystyle {\ce {C13H17N}}}        | Selegiline  |
| {\displaystyle {\ce {C13H17N3}}}       | Tramazoline |
| {\displaystyle {\ce {C13H17N3O4S}}}    | Metamizol   |

## C13H18
| Brutoformule                          | Naam                                                |
| ------------------------------------- | --------------------------------------------------- |
| {\displaystyle {\ce {C13H18AlClTi}}}  | Tebbe-reagens                                       |
| {\displaystyle {\ce {C13H18Br2N2O}}}  | Ambroxol                                            |
| {\displaystyle {\ce {C13H18ClNO}}}    | Bupropion                                           |
| {\displaystyle {\ce {C13H18Cl2N2O2}}} | Melfalan                                            |
| {\displaystyle {\ce {C13H18N2O}}}     | 5-MeO-DMT ~ IUPAC: 5-methoxy-N,N-dimethyltryptamine |
| {\displaystyle {\ce {C13H18N2O2}}}    | Lenacil                                             |
| {\displaystyle {\ce {C13H18N2O3}}}    | Lacosamide                                          |
| {\displaystyle {\ce {C13H18O2}}}      | Ibuprofen                                           |
| {\displaystyle {\ce {C13H18O7}}}      | Salicine                                            |

## C13H19
| Brutoformule                       | Naam          |
| ---------------------------------- | ------------- |
| {\displaystyle {\ce {C13H19NO4S}}} | Probenecide   |
| {\displaystyle {\ce {C13H19N3O4}}} | Pendimethalin |

## C13H20
| Brutoformule                        | Naam                                                                                                 |
| ----------------------------------- | --- |
| {\displaystyle {\ce {C13H20N2O2}}}  | 2-di-ethylamino-ethyl 4-aminobenzoaat ~ Ook wel: procaïne (generieke naam); Novocaïne (merknaam)     |
| {\displaystyle {\ce {C13H20N2O3S}}} | Articaïne                                                                                            |
| {\displaystyle {\ce {C13H20O}}}     | Jonon                                                                                                |
| {\displaystyle {\ce {C13H20O}}}     | Menthol                                                                                              |
| {\displaystyle {\ce {C13H20O3}}}    | Methyljasmonaat                                                                                      |
| {\displaystyle {\ce {C13H20O8}}}    | Tetra-ethylmethaantetracarboxylaat {\displaystyle {\ce {C(COOC2H5)4}}} ~ als Methaantetracarboxylaat |

## C13H21
| Brutoformule                         | Naam |
| ------------------------------------ | --- |
| {\displaystyle {\ce {C13H21NO3}}}    | Salbutamol |
| {\displaystyle {\ce {C13H21ClN2O2}}} | 2-di-ethylamino-ethyl 4-aminobenzoaat.hydrochloride ~ Ook wel: procaïne (generieke naam); Novocaïne (merknaam) |

## C13H22
| Brutoformule                        | Naam                                          |
| ----------------------------------- | --------------------------------------------- |
| {\displaystyle {\ce {C13H22N2}}}    | Dicyclohexylcarbodi-imide ~ als carbodi-imide |
| {\displaystyle {\ce {C13H22N4O3S}}} | Ranitidine                                    |

## C13H23
| Brutoformule                        | Naam      |
| ----------------------------------- | --------- |
| {\displaystyle {\ce {C13H23NO3PS}}} | Fenamifos |

## C13H24
| Brutoformule                        | Naam |
| ----------------------------------- | --- |
| {\displaystyle {\ce {C13H24NO10P}}} | Fosfatidylserine                                                                                                |
| {\displaystyle {\ce {C13H24N4O3S}}} | Timolol |
| {\displaystyle {\ce {C13H24O2}}}    | n-decylacrylaat                                                                                                 |
| {\displaystyle {\ce {C13H24O3}}}    | menthyllactaat                                                                                                  |
| {\displaystyle {\ce {C13H24O4}}}    | Brassylzuur {\displaystyle {\ce {HOOC(CH2)11COOH}}} ~ triviale naam voor tridecaandizuur ~ undecaandicarbonzuur |

## C13H25
| Brutoformule                        | Naam                                                      |
| ----------------------------------- | --------------------------------------------------------- |
| {\displaystyle {\ce {C13H25NaO5S}}} | Natrium-methyllauraatsulfonaat ~ als methylestersulfonaat |

## C13H26
| Brutoformule                      | Naam |
| --------------------------------- | --- |
| {\displaystyle {\ce {C13H26N2}}}  | 4,4'-diaminodicyclohexylmethaan ~ ook: 4,4'-methyleenbis(cyclohexylamine) ~ of: bis(para-aminocyclohexyl)methaan |
| {\displaystyle {\ce {C13H26O5S}}} | Methyllauraatsulfonzuur ~ als methylestersulfonaat                                                               |

## C13H28
| Brutoformule                     | Naam                                               |
| -------------------------------- | -------------------------------------------------- |
| {\displaystyle {\ce {C13H28}}}   | Tridecaan                                          |
| {\displaystyle {\ce {C13H28N2}}} | Bis(diisopropylamino)carbeen ~ als Stabiel carbeen |